# Perakianus bicolor
Perakianus bicolor is een keversoort uit de familie zwamspartelkevers (Melandryidae). De wetenschappelijke naam van de soort werd in 1931 gepubliceerd door Kenneth Gloyne Blair.